# Betty Blythe

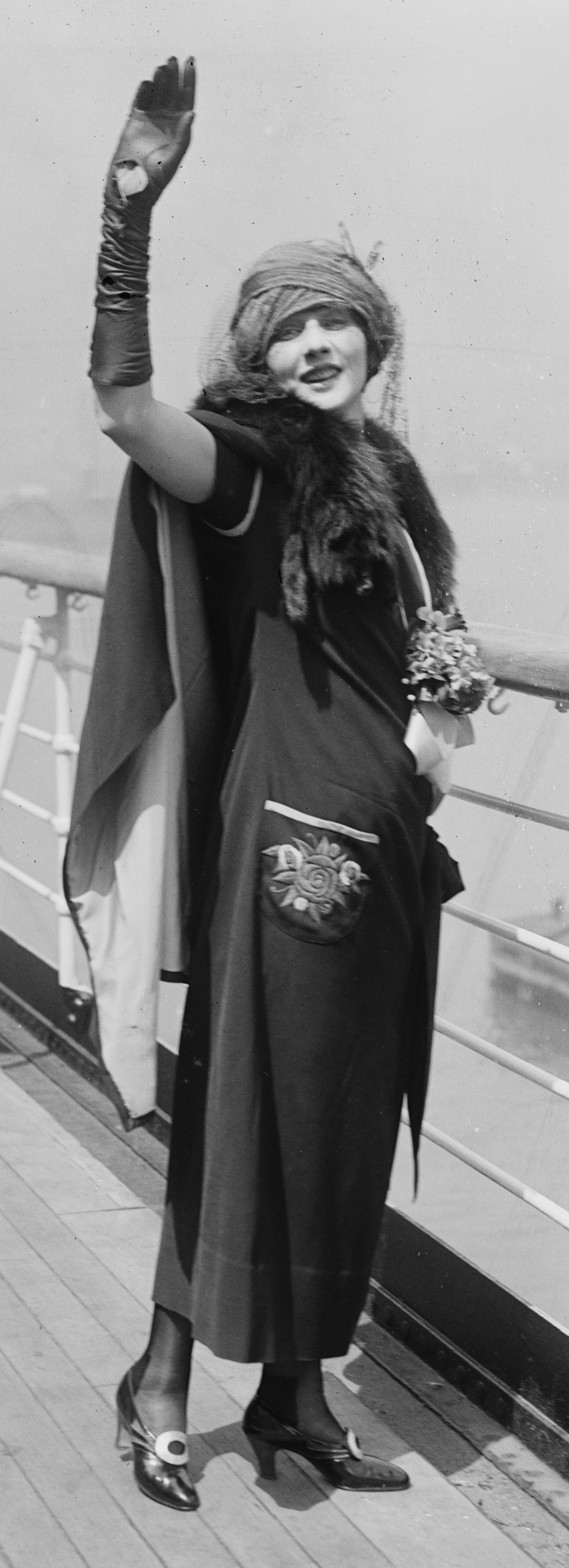
Betty Blythe, um 1920

Betty Blythe (eigentlich Elizabeth Blythe Slaughter; * 1. September 1893 in Los Angeles, Kalifornien; † 7. April 1972 in Woodland Hills, Kalifornien) war eine US-amerikanische Schauspielerin.

## Leben
Blythe begann ihre Karriere im Theater mit Stücken wie So Long Letty und The Peacock Princess. Nach Gastspielen in Europa und den USA hatte sie ihren Einstieg ins Filmgeschäft 1918 bei Vitagraph in Brooklyn; später wechselte sie zu Fox Film als Ersatz für Theda Bara. Mit ihren mehr ent- als verhüllenden Kostümen wurde sie dort zum Star. Der als verschollen geltende exotische Film The Queen of Sheba aus dem Jahr 1921 gilt als der Höhepunkt ihrer Filmarbeit. Sie spielte mit Lon Chaney 1920 in Nomads of the North. In der Zeit des Tonfilms verkörperte sie lediglich Nebenrollen.
Blythe war mit dem Schauspieler und Regisseur Paul Scardon verheiratet.
Sie wurde mit einem Stern auf dem Hollywood Walk of Fame geehrt.

## Filmografie (Auswahl)
- 1916: Slander
- 1920: Nomads of the North
- 1921: The Queen of Sheba
- 1928: Die Liebe der Betty Patterson (Glorious Betsy)
- 1932: Back Street
- 1933: Eine Frau vergisst nicht (Only Yesterday)
- 1933: Urlaub vom Thron (The King's Vacation)
- 1934: The Scarlet Letter
- 1935: Anna Karenina
- 1936: The Gorgeous Hussy
- 1937: Topper – Das blonde Gespenst (Topper)
- 1937: Maria Walewska (Conquest)
- 1939: Die Frauen (The Women)
- 1940: Misbehaving Husbands
- 1941: Sis Hopkins
- 1941: Ein toller Bursche (Honky Tonk)
- 1945: The Docks of New York
- 1945: Schnellboote vor Bataan (They Were Expendable)
- 1945: Mann ohne Herz (Adventure)
- 1946: Skandal im Sportpalast (Joe Palooka, Champ)
- 1946: Im Netz der Leidenschaften (The Postman Always Rings Twice)
- 1946: Der unbekannte Geliebte (Undercurrent)
- 1946: Der Held des Tages (The Kid from Brooklyn)
- 1947: Clara Schumanns große Liebe (Song of Love)
- 1947: Brief einer Unbekannten (Letter from an Unknown Woman)
- 1948: Liebe an Bord (Luxury Liner)
- 1949: Tänzer vom Broadway (The Barkleys of Broadway)
- 1951: Mord in Hollywood (Hollywood Story)
- 1956: Vincent van Gogh – Ein Leben in Leidenschaft (Lust for Life)
- 1964: My Fair Lady